# Чулице
Чули́це (пол. Czulice) — село в Польше в гмине Коцмыжув-Любожица Краковского повета Малопольского воеводства.
Село находится в 20 км от центра воеводства города Краков.

## История
Первое упоминание о селе относится к 1325 году. В XIV веке село принадлежало шляхетскому роду Чулицких герба Червня (Czerwnia). Родоначальник Чулицких погиб в 1410 в битве под Грюнвальде. В селе некоторое время проживали польские хронисты Ян Длугош и Янко из Чарнкова. Село находилось во владении рода Чулицких в течение пятисот лет. Следующими после Чулицких владетелями села был шляхетский род Морские. В 1820 году село перешло в собственность профессора Ягеллонского университета Антония Домбского. Последним собственником села был Францишек ван Волен, который построил в селе усадьбу, которая сегодня называется «Усадьбой Ван Волленов» и является памятником культуры Малопольского воеводства.
С 1975 по 1998 год село административно входило в Краковское воеводство.

## Население
По состоянию на 2013 год в селе проживало 493 человек.
| 2010 | 2013 |
| ---- | ---- |
| 498  | 493  |

| Перепись  | Всего   | Всего | Женщины | Женщины | Мужчины | Мужчины |
| --------- | ------- | ----- | ------- | ------- | ------- | ------- |
| Единицы   | человек | %     | человек | %       | человек | %       |
| Население | 493     | 100   | 239     |         | 257     |         |

## Достопримечательности
- Воинские захоронения времён Первой мировой войны:
- Воинское кладбище № 394. Памятник культуры Малопольского воеводства;
- Воинское кладбище № 396;
- Усадьба ван Волленов. Памятник культуры Малопольского воеводства;
- Церковь святого Николая XVI века. Памятник культуры Малопольского воеводства[3].